# Ded Moroz

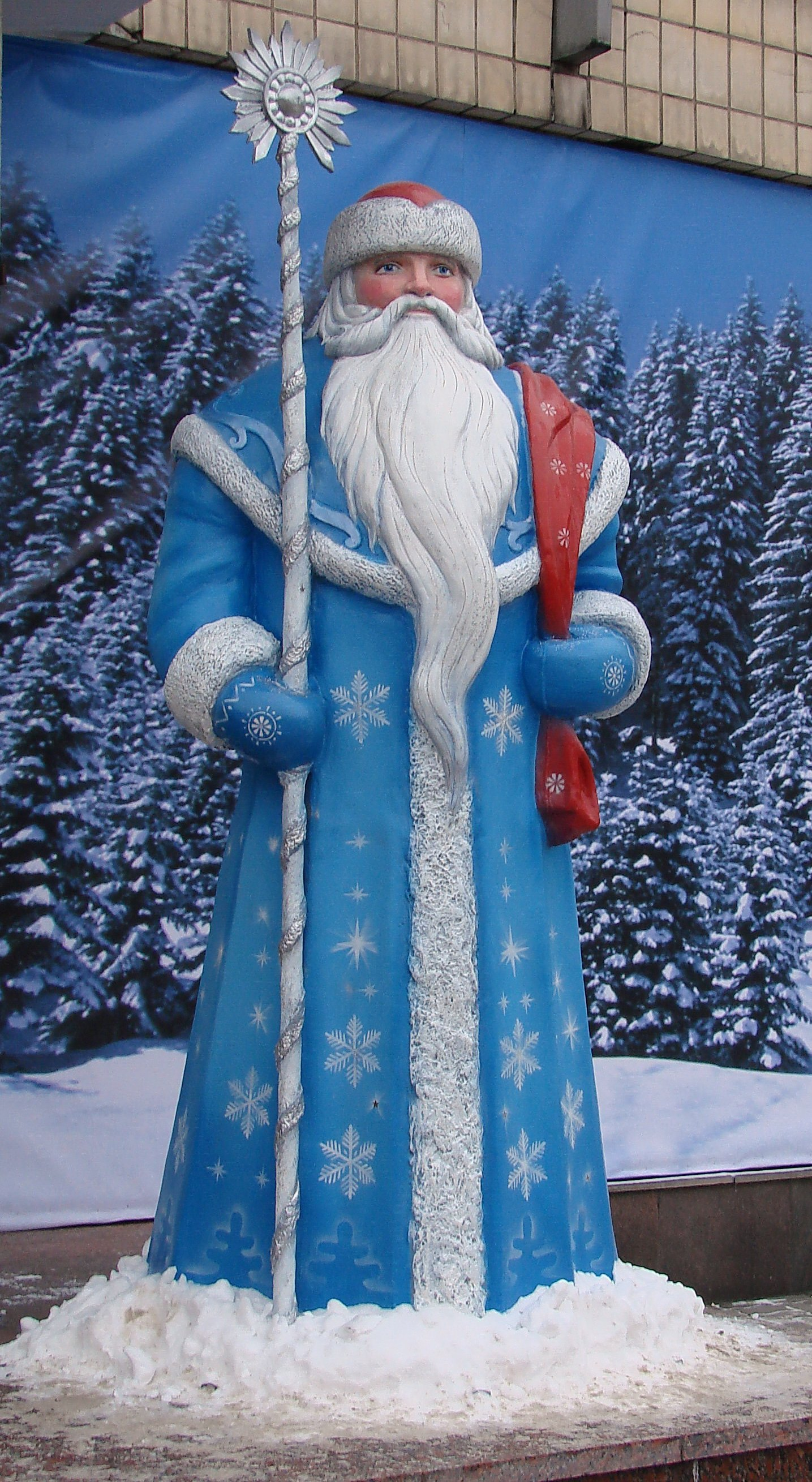
Ded Moroz en Rusia

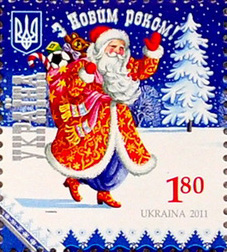
Ded Moroz en un sello postal de Ucrania de 2011

Ded Moroz (en ruso, Дед Мороз: Ded «abuelo» y Moroz «helada») personificaba una fuerza de la naturaleza durante la era precristiana para los eslavos orientales. Aparece en la forma de un anciano, con una larga barba gris, que se pasea a través de los bosques y campos, dando golpes con su Posoh (vara mágica) causando fuertes heladas. El prototipo para Ded Moroz es una deidad eslava, el Señor del invierno, el frío y las heladas. Según una de las versiones, Moroz es el hijo de los dioses Veles y Mara. 
La traducción literal del nombre es Abuelo Frío, con variaciones como Abuelo Hielo o Abuelo de las Nieves, entre otras. Aunque en un principio la celebración de la Navidad fue prohibida con la fundación del Estado soviético tras la Revolución rusa, esta recobró su importancia ya en época de Lenin, aplicando los bolcheviques una estrategia de asimilación de las tradiciones religiosas ortodoxas rusas a la idiosincrasia del Estado socialista y la dictadura del proletariado en la Unión Soviética. La Iglesia Ortodoxa recuperó vínculos más estrechos con el Estado ruso solo tras la balcanización de la URSS y el ascenso al poder político de una nueva oligarquía postsoviética en 1991. En la última década del siglo XX se adoptaron numerosas modas occidentales incluyendo el navideño Santa Claus pero a partir del año 2000 empezaron a recuperarse las tradiciones eslavas autóctonas y Dez Moroz ocupó su antiguo lugar imitando la mercadotecnia de su rival occidental, al punto de ser considerado el Santa Claus de los rusos.

## Tradiciones
Ded Moroz (un vecino o pariente disfrazado) llama a la puerta con su vara e irrumpe en la cena familiar pidiendo a los niños que le canten o reciten un poema si quieren recibir su regalo. 
Su ayudante, para dar regalos a los niños por Nochevieja, es su nieta Snegúrochka, la «Doncella de Nieve». Ella no es un personaje folclórico, fue creada para el teatro y la ópera a finales del siglo XIX, y en algunas versiones es una niña hecha de nieve que se transformó en persona. 
Su transporte es una troika, con tres caballos blancos. 